# Don't Breathe
Don't Breathe (prt: Nem Respires; bra: O Homem nas Trevas) é um filme estadunidense de 2016, dos gêneros suspense e terror, dirigido por Fede Alvarez, com roteiro do próprio Alvarez e Rodo Sayagues, estrelado por Jane Levy, Dylan Minnette, Daniel Zovatto e Stephen Lang.
O filme foi produzido pela Ghost House Pictures e Good Universe e estreou a 12 de março no evento South by Southwest, nos cinemas o filme estreou a 26 de agosto de 2016, distribuído pela Screen Gems e Stage 6 Films. O filme recebeu críticas positivas e foi considerado um sucesso inesperado, arrecadando mais de 157 milhões de dólares com um orçamento de 9,9 milhões. Sua sequência, Don't Breathe 2 estreou em 2021

## Enredo
Rocky, Alex e Money são três delinquentes de Detroit que ganham a vida vandalizando casas asseguradas pela empresa de segurança do pai de Alex e vendem os itens roubados. Rocky (a jovem) e Money (que age como um bandido de rua) estão num relacionamento, Alex é cauteloso e tem projetos para Rocky, mas Money o aconselha a não se interferir.
Durante os arrombamentos, Rocky e Alex avaliam cuidadosamente a situação para garantir que não excedam o limite legal por roubo enquanto Money vandaliza propriedade e as vigia. No entanto, a pessoa que compra os bens roubados de Money não dar-lhes um preço justo. Os retornos em escala são pequenos e insuficientes para financiar o sonho de Rocky de se mudar para a Califórnia com sua irmãzinha Diddy para escapar dos seus pais negligentes. Money recebe uma dica que um veterano do exército vivendo num bairro abandonado de Detroit tem pelo menos 300 mil dólares em dinheiro em sua casa; que foi dado a ele por um acordo depois que sua filha foi morta por Cindy, uma jovem rica, num acidente de carro. Money vigia a casa durante o dia e descobre que o homem é, de facto, cego e sozinho em sua vizinhança abandonada. Os três concordam que este trabalho teria um grande retorno, que lhes permitiria deixar Detroit.
Naquela noite, os três se aproximam da casa e drogaram o cão do cego. Encontrando todas as entradas bloqueadas e as janelas do térreo barradas, Rocky entra na casa através de uma pequena janela no andar superior e permite que os outros dois entram na casa. Eles usam um dispositivo roubado do pai de Alex para silenciar o sistema de alarme da casa. Eles tiram os sapatos para não fazer barulho. O grupo procura o dinheiro, mas são incapazes de encontrá-lo. Eles observam o cego dormir num quarto no andar de cima com um vídeo de uma jovem menina cantando. O carimbo da data do vídeo é de há alguns anos e a menina discute inocentemente sobre flores. Esta jovem é a falecida filha do cego e é óbvio que ele ainda está de luto. Os assaltantes não conseguem encontrar o dinheiro e assumem que deve estar atrás de uma porta trancada com um cadeado no primeiro andar. Eles não podem quebrar o bloqueio, assim Money se manifesta a usar sua arma. Alex protesta dizendo que a arma aumentaria os riscos de acusações criminais, mas Money ignora e atira na fechadura. O ruído resultante acorda o cego, que finge ser fraco e assustado, mas rapidamente desarma Money e o mata com sua própria arma. Rocky esconde-se num armário, onde ela testemunha o cego abrir um cofre para verificar o seu dinheiro. Depois que ele sai, Alex encontra Rocky no armário, e os dois abrem o cofre para pegar o dinheiro, espantado ao descobrir cerca de 1 milhão de dólares no interior. Enquanto isso, o cego descobre os sapatos de Rocky (junto com o de Money) no térreo, e percebe a presença de outro intruso.
Rocky e Alex iludem o homem cego e encontram uma porta que dava para o porão. Na busca de tentarem fugir pela porta do abrigo para tempestades, eles são surpreendidos por uma mulher contida, amordaçada numa cela acolchoada. Ela mostra-lhes um artigo de jornal afirmando que Cindy foi considerada inocente depois de matar a filha de um homem cego; Rocky e Alex percebe que ela é Cindy, mantida em cativeiro pelo cego. Eles encontram um conjunto de chaves e a liberta, os três correm para a porta do abrigo para tempestades, mas são surpreendido pelo homem cego, que espera por eles no lado de fora. Ele atira em Rocky e Alex com a arma de Money, mas por engano mata Cindy. Rocky e Alex escapam de volta para o porão, enquanto o homem cego, furioso com a morte de Cindy, desliga as luzes. Depois de uma luta, Alex acerto o cego e corre, Rocky segue Alex através da escuridão de volta para a casa.
Encontrando as saídas bloqueadas, Rocky tenta escapar da casa através do sistema de ventilação, enquanto o cão do homem cego se recupera das drogas e ataca Alex, que cai de uma janela para uma claraboia. O cego despertado atira contra a claraboia, o tiro quebra o vidro. Alex cai e é capturado pelo homem cego, que o arrasta para uma sala de serviço. Eles lutam usando as ferramentas e máquinas daquele cómodo. O cego golpeia Alex com um par de tesouras de jardinagem. As tesouras acertam o cadáver de Money que estava no mesmo cômodo e cai próximo a Alex no meio da confusão; o cego assume que ele matou Alex e sai da sala. Alex fica se recuperando do grave espancamento que sofreu do cego. Enquanto isso, o cão persegue Rocky através das aberturas, e ela é capturada pelo homem cego. Ela acorda contida no porão, o cego remove um recipiente a partir de um freezer, descongela o seu conteúdo num queimador de gás, e recupera algumas ferramentas de uma gaveta. Ela implora a sua liberdade para o homem cego, mas ele diz que ela, como Cindy, nunca poderia entender suas emoções quando sua filha foi morta. A justiça que o homem cego exigiu de Cindy foi que ela a dar-lhe uma nova criança para substituir o que ela tinha matado, e na verdade Cindy estava carregando seu filho. O cego diz que prometeu de bom grado libertá-la quando a criança nascesse. Desde Rocky causou a morte de Cindy e do seu bebé, Rocky teria de suportar-lhe um filho no lugar de Cindy. Ele diz a Rocky que seu destino será o mesmo; dê-lhe um filho, e só depois a deixaria ir. Ele não forcou Cindy e não forcaria Rocky; ela seria inseminada com o conteúdo (que era sêmen), carregado pelo recipiente descongelado, assim como aconteceu com Cindy. O homem cego corta as roupas de Rocky para despejar o líquido, Alex então emerge para o porão e algema o cego, Rocky esvazia o líquido na boca do homem cego.
Alex quer chamar a polícia, mesmo que o seu sangue esteja por toda a casa, mas Rocky explica que eles não serão capazes de manter o dinheiro, se isso acontecer, então eles tentam sair pela porta da frente. No entanto, o cego desperta, escapa das suas restrições e fatalmente dispara contra Alex, enquanto o cão persegue Rocky em direção a um carro. Embora ela consegue prender o cão no porta mala do carro, ela é capturado novamente pelo homem cego e trazida de volta para a casa. Rocky desorienta o cego desencadeando o sistema de alarme da sua casa, em seguida, ela bate nele com um pé de cabra e empurra-o para o porão, deixando-o inconsciente. Rocky recupera o dinheiro e foge a pé, em seguida, a polícia chega para investigar.
Com o dinheiro, Rocky se prepara para deixar Detroit num trem para Los Angeles com Diddy. Antes de embarcar no trem, ela vê uma reportagem afirmando que um veterano do exército cego matou dois invasores em sua casa (Alex e Money) e está em condição estável no hospital. O noticiário diz que o cego não relatou quaisquer bens roubados, e não havia menção a um terceiro intruso. O filme termina com Rocky e Diddy viajando para a Califórnia.

## Elenco
- Jane Levy como Rocky
- Dylan Minnette como Alex
- Stephen Lang como Norman Nordstrom / O Homem Cego
- Daniel Zovatto como Money
- Sergej Onopko como Trevor
- Jane May Graves como Rebecca
- Jon Donahue como Mathew
- Katia Bokor como Ginger
- Christian Zagia como Raul
- Emma Bercovici como Diddy

## Produção
Fede Alvarez ficou conhecido pela realização do filme Evil Dead, remake de The Evil Dead. O filme recebeu muitas críticas negativas, especificamente o excesso de sangue, e o foco em chocar o público. A contrastar, Alvarez decidiu fazer Don't Breathe, uma história original que contém menos sangue e um enredo centrado em causar suspense no público. Ele queria evitar fazer um filme com temática sobrenatural, pois ele sentia que estava muito na moda. Escolhendo a fazer um antagonista cego; Alvarez explicou: "Às vezes, você naturalmente lhe dá poderes e torná-los mais ameaçadores do que uma pessoa normal, então pensamos que se o fizermos o contrário e tirar-lhe os olhos e torná-lo uma pessoa cega."
A 1 de maio de 2015, Daniel Zovatto entrou para o elenco; a 22 de maio de 2015, Dylan Minnette foi escalado para o filme e a 18 de junho de 2015, juntaram-se ao elenco Jane Levy e Stephen Lang.

### Filmagens e lançamento
As filmagens se iniciaram a 29 de junho de 2015. Embora o filme seja ambientado em Detroit, as filmagens ocorreram na Hungria; apenas algumas cenas curtas foram gravadas nas ruínas de Detroit.
O filme estreou no South by Southwest, a 12 de março de 2016. Nos cinemas, o filme estreou a 26 de agosto de 2016, pela Screen Gems.

## Recepção

### Bilheteria
O filme arrecadou US$ 89,2 milhões  na América do Norte e US$ 68,5 milhões em outros territórios, arrecadando um total mundial de US$157,7 milhões contra um orçamento de US$ 9,9 milhões. Devido ao seu baixo orçamento de produção, o filme foi considerado um grande sucesso financeiro e um sucesso inesperado.
Don't Breathe foi lançado nos Estados Unidos e no Canadá em 26 de agosto de 2016, originalmente projetado para arrecadar entre US$ 11 e 14 milhões em 3051 cinemas durante sua semana de estréia, com algumas estimativas de US$ 20 milhões, e muitas publicações noticiaram que poderia ser o primeiro filme a tirar Esquadrão Suicida do topo das bilheterias.

### Críticas
No Rotten Tomatoes, o filme tem uma avaliação de 87%, com base em 172 avaliações, e uma classificação média de 7,1/10.
O crítico Dennis Harvey da Variety chamou Don't Breathe de: "um brutal exercício muscular, implacável perigo que deve agradar aos fãs do gênero."